# Konstantin Korovin
Konstantin Alekseevici Korovin (n. 5 decembrie 1861, Moscova, Imperiul Rus – d. 11 septembrie 1939, Paris, Franța) a fost un pictor impresionist și artist decorator de scenă rus, care a trăit și lucrat la Paris din 1923 până la decesul său.

## Biografie
Korovin s-a născut la Moscova într-o familie de negustori înregistrați oficial ca „țărani ai guberniei Vladimir”. Tatăl său, Aleksey Mikhailovich Korovin, a obținut o diplomă universitară, fiind mai mult interesat de arte și muzică decât de afacerea de familie stabilită de bunicul lui Konstantin. Fratele mai mare al lui Konstantin, Serghei Korovin, a fost un pictor realist notabil. Ruda lui Konstantin, Illarion Prianicinikov, a fost, de asemenea, un pictor proeminent al vremii și profesor la Institutul/Școala de pictură, sculptură și arhitectură din Moscova.

### Educație
În 1875 Korovin a intrat la Școala de pictură, sculptură și arhitectură din Moscova, unde a studiat cu Vasily Perov și Alexei Savrasov. Fratele său, Serghei, era deja student la acea școală (acel institut). În timpul studenției, Korovinii s-au împrietenit cu colegii lor, Valentin Serov și Isaac Levitan, însă doar Konstantin și-a menținut aceste prietenii pe tot parcursul vieții sale.
În perioada 1881 – 1882, Korovin a petrecut un an la Academia Imperială de Arte din Sankt Petersburg, dar s-a întors dezamăgit de acolo, revenind la Școala de pictură, sculptură și arhitectură]] din Moscova. A studiat la școală sub noul său profesor Vasily Polenov până în 1886.
În 1885 Korovin a călătorit la Paris și în Spania. „Parisul a fost un șoc pentru mine ... Impresioniștii ... în ei am găsit tot pentru ce am fost certat înapoi acasă la Moscova,” a scris el mai târziu.
Polenov l-a introdus pe Korovin în Cercul Abramtsevo al lui Savva Mamontov: Viktor Vasnetsov, Apollinary Vasnetsov, Ilya Repin, Mark Antokolsky și alții. Dragostea grupului pentru temele ruse stilizate se reflectă în tabloul lui Korovin "O idila de nord". În 1885 Korovin a proiectat decorul scenic pentru Aida lui Giuseppe Verdi, Lakmé de Léo Delibes și Carmen de Georges Bizet.
În 1888 Korovin a călătorit cu Mamontov în Italia și Spania, unde a realizat tabloul "Pe balcon", "Femeile spaniole Leonora și Ampara". Konstantin a călătorit în Rusia, Caucaz și Asia Centrală și a expus cu Peredvizhniki. A pictat în stilurile impresioniste și mai târziu în Art Nouveau.

### Mir iskusstva
În anii 1890, Korovin a devenit membru al grupului de artă Mir iskusstva. Lucrările ulterioare ale lui Korovin au fost puternic influențate de călătoriile sale către nord. În 1888, pictorul a fost captivat de peisajele nordice severe de pe Coasta Norvegiei și Marea Nordului.
A doua sa călătorie în nord, cu Valentin Serov, în 1894, a coincis cu construcția Căii Ferate Nordice. Korovin a pictat un număr mare de peisaje, așa cum sunt, porturile norvegian, pârâul Sfântului Triphon din Pechenga, Hammerfest - Aurora Borealis, Coasta de la Murmansk și altele. Stilul etude al acestor lucrări a fost tipic pentru arta lui Korovin din anii 1890.
Folosind materialul din călătoria sa, Korovin a proiectat pavilionul Extremului Nord la Expoziția All Russia din Nijni Novgorod din 1896. Artistul plastic a pictat zece pânze mari și pentru pavilion, prezentând diferite aspecte ale vieții în regiunile nordice și arctice. După închiderea expoziției, pânzele au fost plasate în cele din urmă în terminalul feroviar Yaroslavsky din Moscova. În anii 1960, au fost restaurate și transferate la Galeria Tretyakov.
În 1900, Korovin a proiectat secțiunea Asia Centrală a pavilionului Imperiului Rus la Târgul Mondial de la Paris și a primit Legiunea de Onoare de către guvernul francez.

### Teatrul și Korovin
La începutul secolului al XX-lea, Korovin și-a concentrat atenția asupra teatrului. S-a mutat de la opera lui Mamontov la Teatrul Mariinsky din Sankt Petersburg. Plecând de la decorul de scenă tradițional, care indica doar locul de acțiune, Korovin a produs un decor de dispoziție care transmite emoțiile generale ale spectacolului. Korovin a conceput decoruri pentru producțiile dramatice ale lui Konstantin Stanislavsky, precum și pentru operele și baletele lui Mariinsky. A realizat scenografia pentru producții Mariinsky precum Faust (1899), The Little Humpbacked Horse (1901) și Sadko (1906) care au devenit faimoase pentru expresivitatea lor.
Între 1909–1913 a fost profesor la Școala de pictură, sculptură și arhitectură din Moscova.
Una dintre temele preferate ale artistului a fost Parisul. A pictat "A Paris Cafe" (1890s), "Cafe de la Paix" (1905), "La Place de la Bastille" (1906), "Paris at Night", "Le Boulevard Italien" (1908), "Night Carnival" (1901), "Paris in the Evening" (1907) si altele.
În timpul primului război mondial, Korovin a lucrat ca consultant de camuflaj la sediul central al uneia dintre armatele rusești și a fost adesea văzut pe linia frontului.
După Revoluția din octombrie, Korovin a continuat să lucreze în teatru, proiectând scene pentru Die Walküre și Siegfried de Richard Wagner, precum și pentru Spărgătorul de nuci (1918–1920) al lui Pyotr Ilici Ceaikovski.

## Mutarea la Paris
În 1923, Korovin s-a mutat la Paris la sfatul comisarului pentru educație, Anatoly Lunacharsky, pentru a-și vindeca afecțiunea cardiacă și pentru a-și ajuta fiul cu handicap. Ar fi trebuit să existe o expoziție a lucrărilor lui Korovin, dar lucrările i-au fost furate, iar Korovin a rămas fără bani.
În ultimii ani ai vieții sale, Korovin a realizat scenografii pentru multe dintre teatrele majore din Europa, America, Asia și Australia, dintre care cel mai faimos este decorul său pentru producția de la Opera din Torino a lui Nikolai Rimsky-Korsakov The Golden Cockerel.
Korovin a murit la Paris la 11 septembrie 1939. A fost înmormântat în cimitirul rus Sainte-Geneviève-des-Bois, în suburbiile sudice ale Parisului.
Fiul lui Konstantin, Alexei Korovin (1897–1950), a fost un notabil pictor rus-francez. Din cauza unui accident din copilărie, i s-au amputat ambele picioare. Alexey s-a sinucis în 1950.

## Decorații
- Chevalier de la Légion d'honneur – (decret din 28 decembrie 1900)